# Milan Rapaić
Milan Rapaić (Nova Gradiška, Yugoslavia, 16 de agosto de 1973) es un exfutbolista croata, se desempeñaba como mediapunta o extremo.

## Trayectoria

### Clubes
| Club              | País    | Año       |
| ----------------- | ------- | --------- |
| Hajduk Split      | Croacia | 1991-1996 |
| Perugia Calcio    | Italia  | 1996-2000 |
| Fenerbahçe SK     | Turquía | 2000-2002 |
| Hajduk Split      | Croacia | 2003      |
| AC Ancona         | Italia  | 2003-2004 |
| Standard de Lieja | Bélgica | 2004-2007 |
| HNK Trogir        | Croacia | 2008      |

## Selección nacional
Fue internacional con la selección de fútbol de Croacia en 49 ocasiones anotando 5 goles.
Es muy recordado por los hinchas croatas y aficionados del fútbol, por su gol contra Italia que le dio la victoria 2-1 a Croacia en la Copa Mundial de Fútbol de 2002.

### Participaciones en Copas del Mundo
| Mundial                        | Sede                  | Resultado    |
| ------------------------------ | --------------------- | ------------ |
| Copa Mundial de Fútbol de 2002 | Corea del Sur y Japón | Primera fase |

### Participaciones en Eurocopa
| Edición       | Sede     | Resultado    |
| ------------- | -------- | ------------ |
| Eurocopa 2004 | Portugal | Primera fase |

### Goles internacionales
| # | Fecha               | Rival   | Marcador | Resultado | Competición                         |
| - | ------------------- | ------- | -------- | --------- | ----------------------------------- |
| 1 | 25 de abril de 2001 | Grecia  | 2-2      | 2-2       | Amistoso                            |
| 2 | 8 de junio de 2002  | Italia  | 2-1      | 2-1       | Copa Mundial de fútbol de 2002      |
| 3 | 2 de abril de 2003  | Andorra | 1-0      | 0-2       | Clasificación para la Eurocopa 2004 |
| 4 | 2 de abril de 2003  | Andorra | 2-0      | 0-2       | Clasificación para la Eurocopa 2004 |
| 6 | 17 de junio de 2004 | Francia | 1-1      | 2-2       | Eurocopa 2004                       |

## Palmarés
Hajduk Split
- Prva HNL (3): 1992, 1993-94, 1994-95
- Copa de Croacia (3): 1993, 1995, 2003
- Supercopa de Croacia (3): 1992, 1993, 1994

Fenerbahçe
- Süper Lig (1): 2000-01